# Trichuridae
Los tricúridos (Trichuridae) son una familia de nematodos de la clase Adenophorea que incluye el género Trichuris, conocidos como gusanos látigo, apelativo que alude a la forma del gusano que parece un látigo con un "mango" más ancho en el lado posterior final. Son los causantes de las parasitosis conocidas como tricuriasis.

## Especies
El género Trichuris incluye varias especies que infectan el intestino grueso de sus huéspedes. Especies notables del género son:
- Trichuris trichiura (a veces Trichocephalus trichiuris) - tricuriasis humana.
- Trichuris vulpis - gusano del perro.
- Trichuris campanula - gusano del gato.
- Trichuris suis - gusano del cerdo.
- Trichuris muris - gusano del ratón.